# 杉田力之
杉田 力之（すぎた かつゆき、1942年（昭和17年）10月13日 - 2008年（平成20年）3月30日）は、日本の銀行家。神奈川県出身。第一勧業銀行会長兼頭取、みずほホールディングス初代社長、みずほフィナンシャルグループ名誉顧問、日本カントリークラブ理事長などを務めた。

## 来歴・人物
神奈川県立小田原高等学校を経て、1966年（昭和41年）東京大学経済学部を卒業後、当時の日本勧業銀行に入行。後にシンガーソングライターに転身した小椋佳は東大・勧銀の同期である。
人事部時代からの部下には後藤高志（西武ホールディングス社長）がおり、「ぶれない、逃げない人でした」と言う。部下の失敗も自ら後始末した。巨額の不良債権を生んだ住専問題では、担当常務として処理にあたった。
1997年（平成9年）に第一勧業銀行総会屋利益供与事件が発覚し、近藤克彦頭取の退任表明、宮崎邦次元頭取の自殺、現職・元職の役員ら11人の逮捕者を出し、世間から厳しい視線が向けられて、預金の流出が続くなか、若手役員や中堅行員から担がれて会長兼頭取に就任した。
97年に北海道拓殖銀行、98年には日本長期信用銀行と日本債券信用銀行が相次いで破綻し、「規模を求めねば生き残れない」との強い危機感が原動力となり、日本興業、富士両銀行との3行統合を決断、みずほホールディングス初代社長に就いた。
癌に侵され、闘病していたが、2008年3月30日、65歳で死去。
映画化もされた高杉良の小説『金融腐蝕列島 呪縛』に登場する中山頭取のモデルとされ、映画版では根津甚八がキャスティングされている。

## 役職
- 財団法人みずほ教育福祉財団理事長
- 財団法人喫煙科学研究財団評議員
- 財団法人癌研究会監事
- 財団法人日本不動産研究所理事
- 財団法人ファナックFAロボット財団評議員
- 財団法人ソルト・サイエンス研究財団理事